# Dennis Potter
Dennis Christopher George Potter (Berry Hill, 17 maggio 1935 – Ross-on-Wye, 7 giugno 1994) è stato uno sceneggiatore e giornalista inglese.
È considerato una delle figure più importanti della televisione britannica.
Crebbe nell'isolata atmosfera della Foresta di Dean (nel Gloucestershire), in una comunità molto religiosa: il linguaggio e l'immaginario biblico avranno un ruolo rimarchevole nella sua opera.
Iniziò a collaborare con la BBC nel 1965, contribuendo a The Wednesday Play. Autore di ventotto sceneggiature, è ricordato soprattutto per Brimstone and Treacle (1976), Pennies From Heaven (1978), Blue Rememberd Hills (1979), Blade on the Feather (1980) e per la serie televisiva The Singing Detective, trasmessa su BBC One nel 1986. La serie ritrae uno scrittore ricoverato in ospedale per una grave forma di artrite psoriasica, malattia da cui lo stesso Potter fu affetto per gran parte della sua vita.
Potter morì di cancro al pancreas (e di un cancro secondario al fegato) nel 1994.